# Stephanie Horner
Stephanie Horner (Bathurst, 19 de março de 1989) é uma nadadora canadense, especialista no estilo livre e no borboleta em piscina, e na maratona aquática. 

## Carreira
Depois de ter ganho quatro medalhas nos Jogos Pan-Americanos de 2007, Horner competiu nos Jogos Olímpicos de 2008, em Pequim, na China. Também fez parte do time do Canadá para o Campeonato Mundial de Esportes Aquáticos de 2011, competindo nos 400 m medley, em Xangai.
Ela também competiu na prova de 400 m medley feminino dos Jogos Olímpicos de 2012, terminando em vigésimo primeiro, com um tempo de 4:45.49.

### Rio 2016
Horner competiu nos 10 km feminino nos Jogos Olímpicos de Verão de 2016, ficando na 23ª colocação.